# Cheminée Beaufonds
Pour les articles homonymes, voir Beaufonds (homonymie).
La cheminée Beaufonds est la cheminée d'une ancienne usine sucrière de l'île de La Réunion, département d'outre-mer français dans le sud-ouest de l'océan Indien. Située à Beaufonds, à Saint-Benoît, elle faisait partie de l'usine de Beaufonds. Elle est inscrite en totalité à l'inventaire supplémentaire des Monuments historiques depuis le 27 juin 2002, ainsi que son terrain d’assiette,.
Elle a fait l'objet d'une restauration de 2 ans qui s'est achevée en septembre 2021 et peut désormais être visitée (ses abords) lors de la visite de la distillerie voisine Rivière du mât.

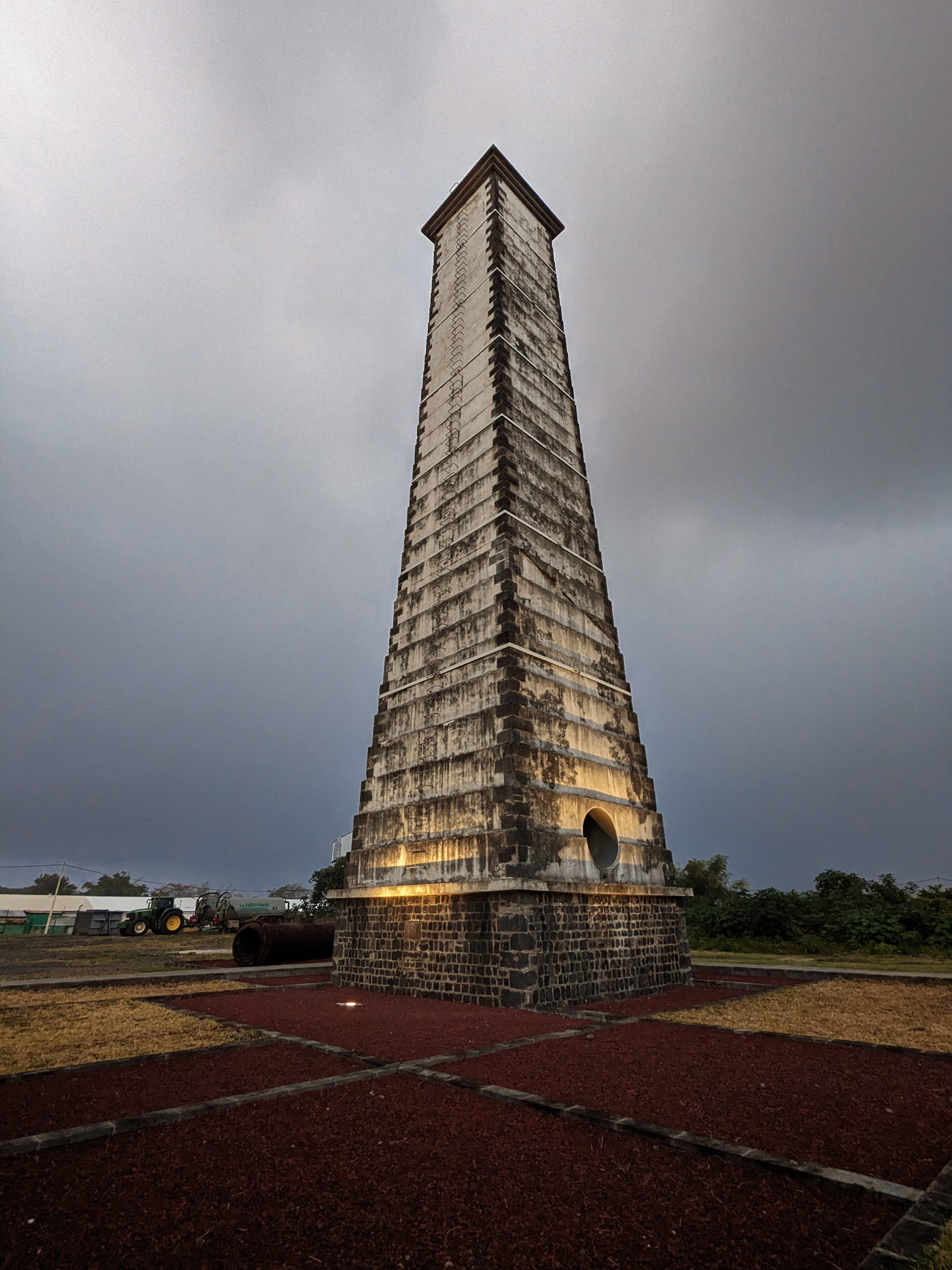
Cheminée Beaufonds restaurée